# Bruine aardster
De bruine aardster (Geastrum elegans, synoniem: Geastrum badium) is een schimmel. Het is een terrestrische saprotrofe soort, die voorkomt in dennenbossen, vooral bij jonge aangeplante bomen. Het geeft de voorkeur aan zandige en droge bodems op een kalkhoudende ondergrond, zoals duinheiden en mosrijke, onbemeste duingraslanden. Vruchtlichamen worden voornamelijk gevormd van mei tot in augustus.

## Kenmerken

### Uiterlijke kenmerken
Jonge vruchtlichamen zijn bolvormig of peervormig, tot 1,5 cm in diameter. Het oppervlak is bedekt met een dun wit of roze mycelium dat er in stukjes af valt en een vezelig bruin-roze exoperidium onthult. Bij het volwassen worden barst het exoperidium in vier tot acht slippen bijna tot het midden van het vruchtlichaam. Deze slippen wijken geleidelijk naar buiten af, in de laatste fase weggestopt onder de bodem van het vruchtlichaam. In deze toestand bereikt het vruchtlichaam een diameter van maximaal 4 cm. De bolvormige of langwerpige kop van het endoperidium heeft een diameter van 0,4 tot 1,2 cm. Het is glad, licht hazelkleurig en zit in een kom.
Aan de bovenkant wordt een conische of stompe peristoom gevormd, meestal donkerder dan de rest, met veertien tot twintig inkepingen. Er is geen duidelijke richel die de basis van de peridiole afbakent, ook wel genoemd hof, een kenmerk dat deze soort onderscheidt van vergelijkbare soorten zoals de heideaardster (Geastrum schmidelii).

### Microscopische kenmerken
De basidiosporen zijn bleekbruin tot geelbruin, fijnwrattig, 4,8 tot 5,7 µm in diameter (exclusief de stompe wratten die 0,4 - 0,6 µm lang zijn). De hyfen zijn glad, dikwandig, 3 tot 7 µm in diameter, met taps toelopende met afgeronde uiteinden.

## Verspreiding
De bruine aardster komt op tal van locaties in Europa voor, maar is overal in Europa zeldzaam. Daarnaast is het ook bekend in Noord-, Midden-, Zuid-Amerika en Japan. In Nederland komt hij vrij zeldzaam voor. Hij staat op de rode lijst in de categorie 'Bedreigd'.

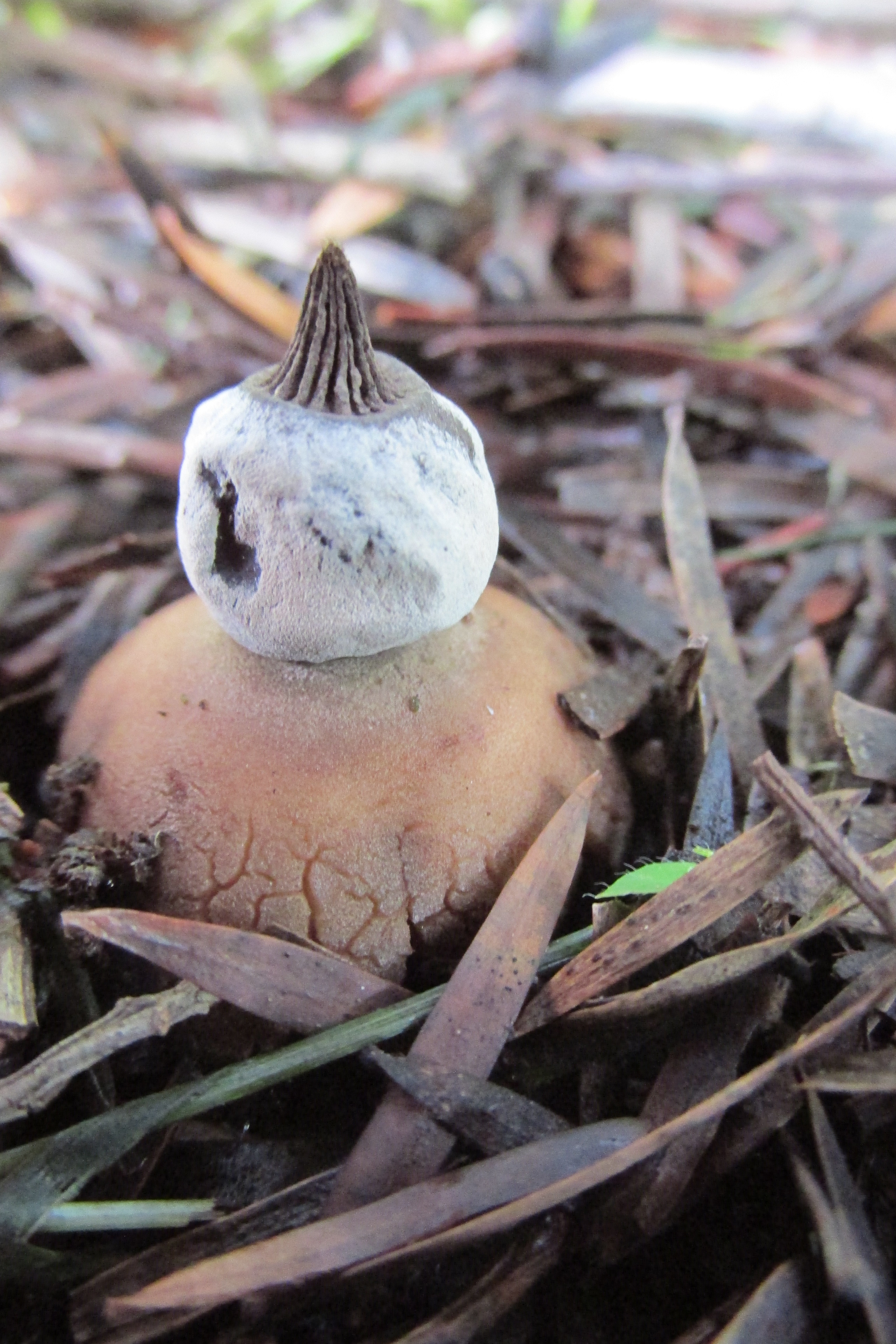